# Ankylopteryx insularis
Ankylopteryx (Ankylopteryx) insularis là một loài côn trùng trong họ Chrysopidae thuộc bộ Neuroptera. Loài này được Navás miêu tả năm 1922.